# Омон (кантон)
Омо́н (фр. Omont) — кантон во Франции, находится в регионе Шампань — Арденны, департамент Арденны. Входит в состав округа Шарлевиль-Мезьер.
Код INSEE кантона — 0820. Всего в кантон Омон входит 11 коммун, из них главной коммуной является Омон.

## Коммуны кантона
| Коммуна           | Население, чел. (1999) | Почтовый индекс | Код INSEE |
| ----------------- | ---------------------- | --------------- | --------- |
| Баалон            | 170                    | 08430           | 08041     |
| Бувельмон         | 79                     | 08430           | 08080     |
| Вандрес           | 400                    | 08160           | 08469     |
| Ла-Орнь           | 106                    | 08430           | 08228     |
| Мазерни           | 112                    | 08430           | 08283     |
| Монтиньи-сюр-Ванс | 158                    | 08430           | 08305     |
| Омон              | 98                     | 08430           | 08335     |
| Пуа-Террон        | 804                    | 08430           | 08341     |
| Сенли             | 138                    | 08430           | 08422     |
| Тулиньи           | 89                     | 08430           | 08454     |
| Шаньи             | 131                    | 08430           | 08095     |

## Население
Население кантона на 1999 год составляло 2 285 человек.
| 1962  | 1968  | 1975  | 1982  | 1990  | 1999  | 2006 | 2007 | 2008 |
| ----- | ----- | ----- | ----- | ----- | ----- | ---- | ---- | ---- |
| 2 078 | 2 257 | 2 035 | 2 000 | 2 186 | 2 285 | —    | —    | —    |